# Baliros
Baliros ist eine französische Gemeinde mit 504 Einwohnern (Stand 1. Januar 2022) im Département Pyrénées-Atlantiques in der Region Nouvelle-Aquitaine. Die Gemeinde gehört zum Arrondissement Pau und zum Kanton Ouzom, Gave et Rives du Neez (bis 2015: Kanton Nay-Ouest).
Die Einwohner werden Balirosiens oder Balirosiennes genannt.

## Geographie
Baliros liegt circa zwölf Kilometer südöstlich und damit im Großraum von Pau in der historischen Provinz Béarn.
Umgeben wird der Ort von den Nachbargemeinden:
|           | Assat Narcastet                             |        |
|           | Kompassrose, die auf Nachbargemeinden zeigt | Bordes |
| Bosdarros | Pardies-Piétat                              |        |

Baliros liegt am linken Ufer des Flusses Gave de Pau im Einzugsgebiet des Adour. Das Gemeindegebiet wird durchquert vom Luz, dem Canal de l’Escourre und dem Gest, der hier in den Luz einmündet.

## Geschichte
Paul Raymond, Archivar und Historiker des 19. Jahrhunderts, notierte die Volkszählung im Jahre 1385. In Baliros wurden 11 Haushalte gezählt und vermerkt, dass die Siedlung in der Bailliage von Pau liege. Weitere Erwähnungen sind in der Folge als Balliros (Kopialbuch von Assat, 1515), Baliroos (Reformation von Béarn, 1538) und Baliros auf der Karte von Cassini 1750.
Die Gründung des Ortes könnte mit einer Heilquelle, genannt houn deus coucuts, zusammenhängen. Vom 14. bis zum 18. Jahrhunderts zog sie Pilger an, die Heilung von Menschen oder Tieren suchten, die von tollwütigen Tieren gebissen worden waren. Neben der Quelle wurde eine Kapelle zu Ehren des Apostels Simon Petrus errichtet, von der heute lediglich Trümmer zu sehen sind. Eine andere, eisenhaltige Quelle wurde in der Vergangenheit zur Linderung bei Blutarmut genutzt. Im 18. Jahrhundert handelten die Bewohner von Baliros auf den Märkten der Nachbarorte mit siliciumhaltigen Sand, der im kommunalen Wald vorkam.

### Einwohnerentwicklung
Nach dem Höhepunkt im 19. Jahrhundert mit über 300 Einwohnern ist die Zahl bis zu den 1940er Jahren auf die Hälfte gesunken und steigt seitdem aufgrund der Lage im Einzugsbereich von Pau.
| Jahr      | 1962 | 1968 | 1975 | 1982 | 1990 | 1999 | 2006 | 2009 | 2022 |
| --------- | ---- | ---- | ---- | ---- | ---- | ---- | ---- | ---- | ---- |
| Einwohner | 194  | 268  | 342  | 335  | 365  | 377  | 378  | 369  | 504  |

## Sehenswürdigkeiten
- Die Kirche, gewidmet dem Apostel Simon Petrus, wurde um 1658 errichtet und im 19. Jahrhundert umgebaut, als die westliche Fassade überarbeitet und mit einem Glockenturm ausgestattet wurde. 1917 und 1956 wurden neue Glasfenster eingesetzt. Der Chor wird aufgewertet durch vier Gemälde aus dem 17 und 18. Jahrhundert mit Szenen aus dem Leben Jesu: Anbetung der Hirten, Maria mit Kind, Kreuztragung Christi und Grablegung Christi.[8]

## Wirtschaft und Infrastruktur

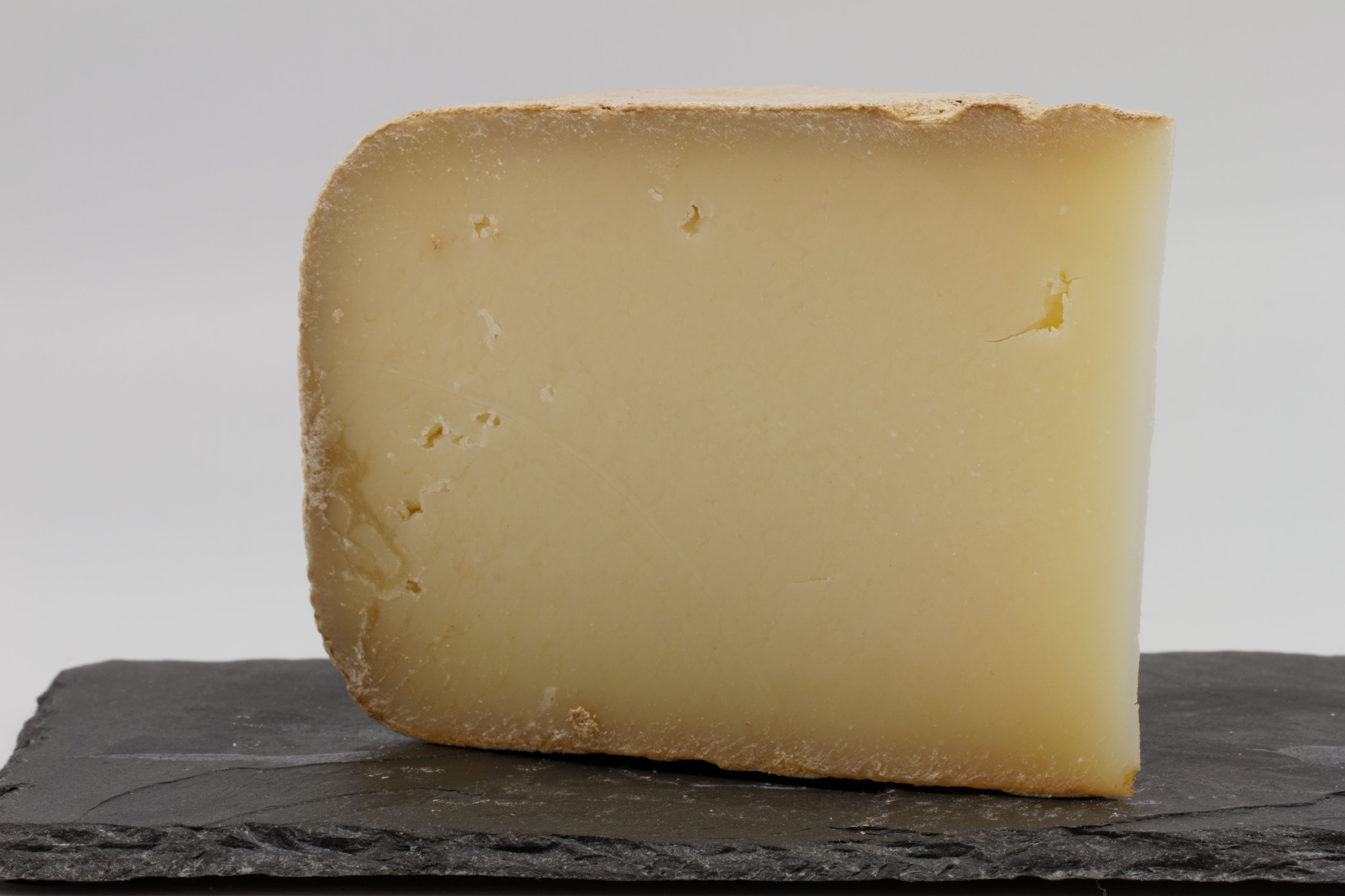
Ossau-Iraty-Käse

Baliros liegt in der Zone AOC des Ossau-Iraty, ein traditionell hergestellter Schnittkäse aus Schafmilch.

### Verkehr
Baliros wird durchquert von der Route départementale 37 und ist über Linien des Busnetzes Transports 64 über Oloron-Sainte-Marie mit anderen Gemeinden des Départements verbunden.